# Зелене (Краматорський район)
Зеле́не — село Олександрівської селищної громади Краматорського району Донецької області, України. У селі мешкає 211 людей.
Через село тече річка Зелена, права притока Самари.

## Пам'ятки
Поблизу села розташовано 3 ботанічних заказники місцевого значення (Кохане, Колодезне, Казанок) та заповідне урочище Мирне поле, у яких ростуть рослини, занесені до Червоної книги України та Червоної книги Європи.